# Bang Bang Baby (album)
A Bang Bang Baby című album a brit-olasz énekes Eddy Huntington 1989-ben megjelent első, és máig egyetlen albuma, melyen szerepel első nagy slágere, az 1986-ban megjelent U.S.S.R című dal is. Az albumról meglepően sok dalt másoltak ki kislemezre.

## Tracklista
Németország  (ZYX CD 9092)
- 1 Hey Senorita - 3:47
- 2 Physical Attraction - 4:20
- 3 God Is Love - 4:23
- 4 Meet My Friend - 3:33
- 5 Romeo - 3:50
- 6 Bang Bang Baby - 4:00
- 7 May Day - 4:31
- 8 U.S.S.R - 3:53
- 9 Take A Look In My Heart - 4:00
- 10 Up & Down - 3:32